# Даурская улица
Даурская улица (тат. Даурия урамы) — улица в Приволжском и Советском районах Казани.

## История
Название присвоено решением Казанского горсовета от 19 октября 1966 года. Названа в честь историко-географического региона в Забайкалье и на западе Приамурья — Даурия.

## Расположение
Проходит с запада на восток, начинаясь у перекрёстка с улицей Хади Такташ. Заканчивается пересечением с улицей Аделя Кутуя.

### Пересечения с другими улицами
- Павлюхина
- Оренбургский тракт
- Аметьевская магистраль
- Проспект Универсиады
- Карбышева
- Отрадная
- Рихарда Зорге
- Аделя Кутуя
- 2-я Даурская
- Высотная
- Хади Такташа

## Сооружения и организации на улице
- станция метро «Аметьево»
- Архангельское кладбище
- № 10 — жилой дом учебно-производственного предприятия ВОГ-10.[3]
- № 11 — жилой дом речного порта.[4]
- № 16 — жилой дом ПО «Спартак».[5]
- №№ 20, 20а — жилые дома завода резино-технических изделий.[6]
- № 26 — средняя общеобразовательная школа № 86 с углубленным изучением отдельных предметов г. Казани
- № 30 — Казанский педагогический колледж[7]
- № 31— жилой дом стройтреста № 2.[8]
- № 32а — Филиал Российского университета кооперации (Казанский кооперативный институт, факультет среднего профессионального образования)[9]
- № 36 — жилой дом Республиканской ветеринарной лаборатории.[4]
- К улице на пересечении с Оренбургским трактом находится Сквер имени Мустая Карима. 27 августа 2020 года в сквере был открыт памятник башкирскому поэту Мустаю Кариму.[10]